# Caenurgia chloropha
Caenurgia chloropha là một loài bướm đêm trong họ Erebidae.